# Хайзе, Филип
Фи́лип Михаэ́ль Ха́йзе (нем. Philip Michael Heise; род. 20 июня 1991, Дюссельдорф) — немецкий футболист, защитник нидерландского клуба ВВВ-Венло.

## Биография
Филипп Хейз подписал контракт с «Норвич Сити» в январе 2019 года, впервые в своей карьере переехав в Англию после ухода из Динамо Дрезден.
Вплоть до этого перехода Хейз провел все девять лет своей старшей карьеры в Германии, играя за «Фортуна Дюссельдорф II», «Пройссен Мюнстер», «Хайденхайм», «ВФБ Штутгарт», «ВФБ Штутгарт II» и «Динамо» Дрезден.
В январе 2020 года немецкий «Нюрнберг» взял Хейза в аренду до конца сезона 2019/20.
Летом 2025 года перешёл в нидерландский ВВВ-Венло, подписав контракт на один год с возможностью продления ещё на один сезон.